# 요한 요제프 푹스

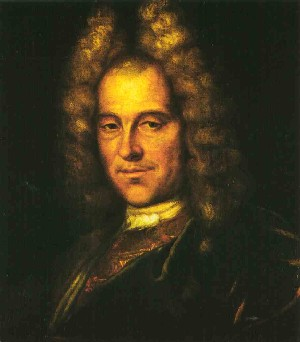

요한 요제프 푹스 (Johann Joseph Fux, c. 1660년 ~ 1741년 2월 13일)는 바로크 시대 후기의 오스트리아 작곡가, 음악 이론가, 교육자이다. 그의 가장 영속적인 작품은 작곡이 아니라 대위법에 대한 그의 논문인 Gradus ad Parnassum으로, 르네상스 다성음악의 팔레스트리나 스타일에 대한 가장 영향력 있는 단일 책이 되었다.

## 삶
푹스의 정확한 생년월일은 알려지지 않았다.  그는 오스트리아 스티리아 주 히르텐펠트의 농민 가정에서 태어났다. 그의 초기 생애에 대해서는 비교적 알려진 바가 없지만, 아마도 그는 음악 수업을 받기 위해 근처의 그라츠에 갔을 것이다. 1680년 그는 그곳의 예수회 페르디난데움 대학교에 입학하여 그의 음악적 재능이 분명해졌다.  1685년부터 1688년까지 그는 잉골슈타트의 St. Moritz에서 오르간 연주자로 일했다. 코렐리와 볼로네제 작곡가들이 그의 작품에 끼친 영향을 잘 알 수 있듯이 이 기간 중 언젠가 그는 이탈리아로 여행을 갔을 것이다.
1690년대까지 그는 비엔나에 있었고 그가 작곡한 일부 미사곡으로 황제 레오폴드 1세의 관심을 끌었다. 황제는 이 시점 이후에 그의 경력을 돕도록 그들에게 충분히 감명을 받았다. 1698년 레오폴드는 그를 궁정 작곡가로 고용했다. 푹스는 1700년에 이탈리아로 다시 여행을 가서 로마에서 공부했다. 여기에서 그는 음악 교육학에 매우 중요한 팔레스트리나에 대한 숭배를 얻었을 것이다.
푹스는 1715년에 Hofkapellmeister( Wiener Hofmusikkapelle의 수석 음악가)가 되었으며 Antonio Caldara는 그의 부카펠마이스터로, FB Conti는 궁정 작곡가로 임명되었다.
Gradus ad Parnassum (파르나서스 산으로 가는 계단 또는 오르막)은 Fux가 1725년 라틴어로 저술했으며 1742년 Lorenz Christoph Mizler 가 독일어로 번역한 이론적이고 교육적인 작업이다. Fux는 그것을 황제 Charles VI에게 헌정했다.